# Klaus Balkenhol
Klaus Balkenhol (n. 6 decembrie 1939, Velen, Statul Liber Prusia⁠(d), Germania) este un antrenor german, medaliat olimpic. A participat la două ediții ale Jocurilor Olimpice (1992, 1996) în care a câștigat o medalie de aur.